# 賽群島
64°18′S 63°1′W / 64.300°S 63.017°W

賽群島（Psi Islands），是南極洲的群島，位於拉姆達島以西，屬於帕默群島中梅爾基奧群島的一部分，在1946年被繪入阿根廷地圖，現時由南極條約體系管理。